# 蒂萨奥多尼
蒂萨奥多尼（匈牙利語：Tiszaadony）是匈牙利索博尔奇-索特马尔-拜赖格州所辖的一个村。总面积15.63平方公里，总人口592，人口密度37.9人/平方公里（2011年1月1日）。